# Pleuropogon
Pleuropogon es un género  de plantas herbáceas perteneciente a la familia de las poáceas. Es originario de Eurasia.

## Taxonomía
El género fue descrito por Robert Brown y publicado en Chloris Melvilliana 31–32, pl. D. 1823.
Etimología
El nombre del género deriva del griego pleura (lado) y pogon (barba), aludiendo a cerdas en la base de la palea en la especie tipo. 
Citología
Número de la base del cromosoma, x = 9, o 10. 2n = 40 y 42. 4 ploide. Cromosomas relativamente «grandes». 

## Especies
- Pleuropogon californicus (Nees) Benth. ex Vasey
- Pleuropogon davyi L.D.Benson
- Pleuropogon hooverianus (L.D.Benson) Howell
- Pleuropogon oregonus Chase
- Pleuropogon refractus (Gray) Benth. ex Vasey
- Pleuropogon sabinei R.Br.